# Campionati europei di atletica leggera indoor 2011 - Getto del peso femminile
La gara di getto del peso femminile ai Campionati europei di atletica leggera indoor 2011 si è svolta tra 4 e il 5 marzo nel Palazzo dello Sport di Parigi-Bercy di Parigi.

## Podio
| #       | Atleta              | Nazionalità | Misura | Note                                     |
| ------- | ------------------- | ----------- | ------ | ---------------------------------------- |
| Oro     | Anna Avdeeva        | Russia      | 18,70  | Miglior prestazione personale stagionale |
| Argento | Christina Schwanitz | Germania    | 18,65  |                                          |
| Bronzo  | Josephine Terlecki  | Germania    | 18,09  | Miglior prestazione personale            |

## Record
Prima di questa competizione, il record del mondo (RM), il record europeo (EU) ed il record dei campionati (RC) sono i seguenti:
| Record                | Prestazione | Atleta                            | Data                                      | Competizione                                       |
| --------------------- | ----------- | --------------------------------- | ----------------------------------------- | -------------------------------------------------- |
| Record mondiale       | 22,50       | Helena Fibingerová Cecoslovacchia | 19 febbraio 1977 Jablonec, Cecoslovacchia |                                                    |
| Record europeo        | 22,50       | Helena Fibingerová Cecoslovacchia | 19 febbraio 1977 Jablonec, Cecoslovacchia |                                                    |
| Record dei campionati | 21,46       | Helena Fibingerová Cecoslovacchia | 13 marzo 1977 San Sebastián, Spagna       | Campionati europei di atletica leggera indoor 1977 |

## Risultati

### Qualificazioni
Si qualificano alla finale le atlete che superano la misura di 17,90 (Q) oppure le 8 migliori.
| Pos. | Atleta               | Nazione     | #1    | #2    | #3    | Misura | Note |
| ---- | -------------------- | ----------- | ----- | ----- | ----- | ------ | ---- |
| 1    | Christina Schwanitz  | Germania    | 18,39 |       |       | 18,39  | Q    |
| 2    | Anita Márton         | Ungheria    | 17,54 | 18,11 |       | 18,11  | Q    |
| 3    | Josephine Terlecki   | Germania    | 18,01 |       |       | 18,01  | Q    |
| 4    | Anna Avdeeva         | Russia      | 17,97 |       |       | 17,97  | Q    |
| 5    | Chiara Rosa          | Italia      | 17,16 | 17,83 | X     | 17,83  | q    |
| 6    | Irina Tarasova       | Russia      | 17,17 | 17,35 | 16,59 | 17,35  | q    |
| 7    | Jessica Cérival      | Francia     | 16,38 | 17,26 | 17,05 | 17,26  | q    |
| 8    | Sophie Kleeberg      | Germania    | X     | 17,25 | X     | 17,25  | q    |
| 9    | Alena Kopec          | Bielorussia | X     | 17,11 | 17,05 | 17,11  |      |
| 10   | Vera Epimaško        | Bielorussia | 15,00 | 16,89 | X     | 16,89  |      |
| 11   | Halyna Obleščuk      | Ucraina     | 15,07 | 16,21 | X     | 16,21  |      |
| 12   | Radoslava Mavrodieva | Bulgaria    | X     | 15,02 | 15,24 | 15,24  |      |

### Finale
| Pos. | Atleta              | Nazionalità | 1ª    | 2ª    | 3ª    | 4ª    | 5ª    | 6ª    | Misura | Note                                     |
| ---- | ------------------- | ----------- | ----- | ----- | ----- | ----- | ----- | ----- | ------ | ---------------------------------------- |
| 1    | Anna Avdeeva        | Russia      | X     | 18,70 | 18,52 | X     | 18,43 | X     | 18,70  | Miglior prestazione personale stagionale |
| 2    | Christina Schwanitz | Germania    | X     | 18,48 | 18,65 | 18,38 | X     | 18,46 | 18,65  |                                          |
| 3    | Josephine Terlecki  | Germania    | 18,09 | 17,95 | 17,86 | 17,47 | 17,57 | 17,89 | 18,09  | Miglior prestazione personale            |
| 4    | Jessica Cérival     | Francia     | 17,84 | 17,04 | X     | 17,46 | X     | 17,82 | 17,84  |                                          |
| 5    | Anita Márton        | Ungheria    | 17,66 | 17,23 | 17,74 | 17,35 | 17,84 | 17,28 | 17,84  |                                          |
| 6    | Sophie Kleeberg     | Germania    | 17,00 | 17,37 | X     | X     | 17,24 | 17,63 | 17,63  | Miglior prestazione personale            |
| 7    | Chiara Rosa         | Italia      | 17,45 | 17,54 | X     | X     | X     | X     | 17,54  |                                          |
| 8    | Irina Tarasova      | Russia      | 16,87 | 16,48 | 16,41 | 17,17 | 16,84 | 16,48 | 17,17  |                                          |